# Король — полярный медведь
«Король — полярный медведь» (норв. Kvitebjørn Kong Valemon; другое название — «Король-медведь») —  фэнтезийный приключенческий фильм 1991 года норвежского режиссёра Улы Солума.

## Сюжет
В основе сюжета картины лежит норвежская народная сказка «Белый медведь король Валемон».
На севере правит король Зимней страны. У него есть три дочери, одна которых однажды должна унаследовать его трон. На роль преемницы больше всего подходит младшая принцесса, но она мечтает жить там, где растут цветы. Далеко на юге молодой принц Валемон становится королём после смерти отца, но вскоре разгневанная ведьма превращает его в белого медведя за то, что он отказывается на ней жениться. Она даёт ему семь лет, чтобы найти себе невесту, не показывая своего лица, — в противном случае, ему всё же придётся сыграть с ней свадьбу. Валемон отправляется на север и попадает в Зимнюю страну. Там он встречает юную принцессу, которая умеет разговаривать с животными и таким образом узнаёт, что под личиной медведя скрывается король Летней страны. Преисполнившись состраданием к Валемону, она соглашается отправиться с ним в его королевство и стать его женой.

## В ролях
- Як Фьельдстад[норв.] — Король Зимней страны
- Мария Бонневи — Принцесса
- Кристин Мак — Старшая принцесса
- Марика Энстад[норв.] — Средняя принцесса
- Тобиас Хёсль[англ.] — Король Валемон
- Моника Нурдквист — мать короля Валемона
- Анна-Лотта Ларссон[англ.] — ведьма
- Йон Лахсдаль[англ.] — помощник
- Сив Анита Андерсен[англ.] — помощница акушерки
- Хельге Юрдаль[англ.] — дьявол / Fanden